# Chrysoperla pudica
Chrysoperla pudica är en insektsart som först beskrevs av Navás 1914.  Chrysoperla pudica ingår i släktet Chrysoperla och familjen guldögonsländor. Inga underarter finns listade i Catalogue of Life.